# Sternarchella orthos
Sternarchella orthos és una espècie de peix pertanyent a la família dels apteronòtids.

## Descripció
- Pot arribar a fer 30 cm de llargària màxima.
- Boca lleugerament superior.
- Perfil dorsal de lleument convex a gairebé recte.
- 165-178 radis a l'aleta anal.[5][6]

## Hàbitat
És un peix d'aigua dolça, bentopelàgic i de clima tropical.

## Distribució geogràfica
Es troba a Sud-amèrica: conca del riu Orinoco.

## Observacions
És inofensiu per als humans.